# 君と僕の絶対時間
『君と僕の絶対時間（君と僕の絶対三時間）』は、インターネット配信業者AbemaTVがAbemaRADIOチャンネルにて配信していたインターネットラジオ番組。

## 概要
毎週若手のアーティストをゲストに招いてトークを繰り広げる音楽番組。番組内で生演奏や、MVの解禁などが行われるなど、最新の音楽情報を配信していた。
開始当初の番組名は「君と僕の絶対時間」だったが、#9で登場した占い天使オッティモちゃんが三画足した方が運気が良いと発言し、翌週から「君と僕の絶対三時間」に変更された。しかし、その後#20で番組は終了したため、最終回でMCのはましゃかが占い天使オッティモちゃんにクレームの生電話をし、口喧嘩に発展している。

## 配信時間
- 毎週土曜日 20:00 - 23:00

## パーソナリティ
- #1,2,8,16,20 はましゃか
- #3,4 神堂きょうか
- #5,7 RaMu
- #9 大岩カリン
- #10,14,15 haru.
- #11,12 柴田ひかり
- #13,17,18,19 矢部ユウナ

## 放送リスト
| 放送日         | 回     | ゲスト                                                     |
| -------------- | ------ | ---------------------------------------------------------- |
| 2018年11月10日 | 1      | lol/にゃんぞぬデシ                                         |
| 2018年11月17日 | 2      | ロザリーナ/suga/es/しずくだうみ                            |
| 2018年11月24日 | 3      | xiangyu/みしゃむーそ                                       |
| 2018年12月1日  | 4      | ラストアイドル/JABBA DA FOOTBALLL CLUB                     |
| 2018年12月8日  | 5      | 築田行子/Rhythmic Toy World/上野_ラブホスタッフ            |
| 2018年12月15日 | 6      | 休止                                                       |
| 2018年12月22日 | 7      | INTERSECTION/あらかわ家（生中継）                          |
| 2018年12月29日 | 8      | 草ヶ谷遥海/FlowBack                                        |
| 2019年1月5日   | 9      | 占い天使オッティモちゃん/野崎くん/にゃんぞぬデシ（２回目） |
| 2019年1月12日  | 10     | Sundayカミデ/Rude-α                                        |
| 2019年1月19日  | 11     | 森心言/小林愛香                                            |
| 2019年1月26日  | 12     | 田島ハルコ/神田旭莉（ケケノコ族）/BAND-MAID                |
| 2019年2月2日   | 13     | 上野_ラブホスタッフ                                        |
| 2019年2月9日   | 14     | 新しい学校のリーダーズ/ももすももす/kalme                  |
| 2019年2月16日  | 15     | NakamuraEmi/ましのみ/erica                                 |
| 2019年2月23日  | 16     | まるりとりゅうが/halca/オメでたい頭でなにより              |
| 2019年3月2日   | 17     | LeChat/Bentham/スピラ・スピカ                              |
| 2019年3月9日   | 18     | コアラモード./新しい学校のリーダーズ（2回目）/寿君         |
| 2019年3月16日  | 19     | 石崎ひゅーい/Dreamcatcher/エドガー・サリヴァン             |
| 2019年3月23日  | 最終回 | 坂口有望/ナナヲアカリ                                      |